# Bedil tombak

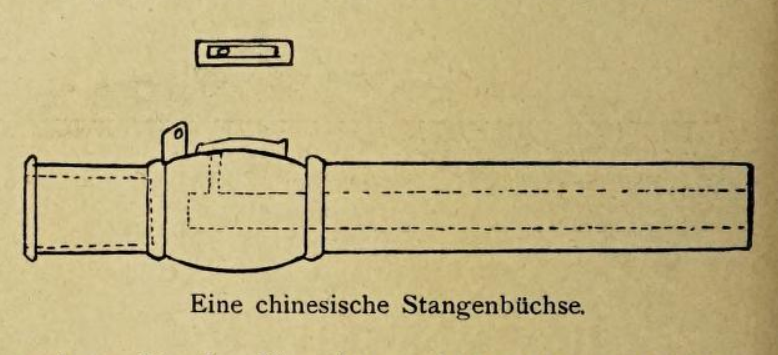
Dibujo de un cañón de mano chino hallado en Java en 1421. Pesaba 2,252 kg, tenía una longitud de 357 mm y un calibre de 16 mm. El platillo de ignición es rectangular, de 28 mm de largo y 3 mm de ancho. El orificio de ignición tiene 4 mm de diámetro, antes protegido por una tapa, que ahora ha desaparecido, sólo se conserva la bisagra.

El bedil tombak o bedil tumbak es un tipo de arma de fuego primitiva del archipiélago de Nusantara. El arma consiste en una pistola o pequeño cañón montado en un poste de madera, formando un tipo de arma conocida como "arma de poste" (stangenbüchse en alemán).

## Etimología
La palabra bedil es un término malayo y javanés que significa arma (cualquier tipo de arma, desde una pequeña pistola hasta un gran cañón de asedio). La palabra tombak o tumbak significa lanza o pica.

## Historia
La introducción de armas basadas en la pólvora en el archipiélago de Nusantara se remonta a la invasión mongola de Java (1293), en la que las tropas chino-mongolas utilizaron cañones (炮-"Pào") contra las fuerzas de Kediri en Daha. Entre los siglos XIV y XV, hay fuentes locales que mencionan el bedil (arma de fuego o basada en la pólvora), pero como se trata de un término amplio hay que tener cuidado para identificar qué tipo de arma se utiliza en un pasaje. En Java se encontró una pequeña pistola de mano fechada en el año 1340 que se creía china, pero la datación puede haber sido errónea.
Ma Huan (traductor de Zheng He) visitó Java en 1413 y tomó notas sobre las costumbres locales. Su libro, Yingya Shenlan, explicaba la ceremonia matrimonial javanesa, cuando el marido acompañaba a su nueva esposa al hogar conyugal, sonaban varios instrumentos, entre ellos gongs, tambores y huochong (tubo de fuego o cañón de mano). Es probable que el cañón de mano javanés siguiese el modelo de los chinos. En la isla de Java se ha encontrado un cañón de asta chino de 1421 d. C. que lleva el nombre del emperador Yongle (1403-1425). El orificio de encendido del cañón está protegido de la lluvia por una tapa conectada con una bisagra.
Duarte Barbosa registró la abundancia de armas de pólvora en Java hacia 1514. Los javaneses eran considerados expertos fundidores de cañones y buenos artilleros. Entre las armas fabricadas allí figuran cañones de una libra, mosquetes largos, spingarde (arcabuz), schioppi (cañón de mano), fuego griego, pistolas (cañones) y otros artificios de fuego. En el asedio de Malaca en 1511, los malayos utilizaban cañones, fusiles de cerillas y "tubos de fuego".
Los babad (textos históricos) locales posteriores al siglo XVII mencionan ocasionalmente el bedil tombak. En Lombok ejemplos de tales babads eran babad Lombok, babad Mengui y babad Sakra. También se mencionan en textos sundaneses y balineses. Durante la guerra Bali-Lombok (ca. principios del siglo XIX-finales del siglo XIX), una parte de las tropas de Karangasem iban armadas con bedil tombak.

## Galería

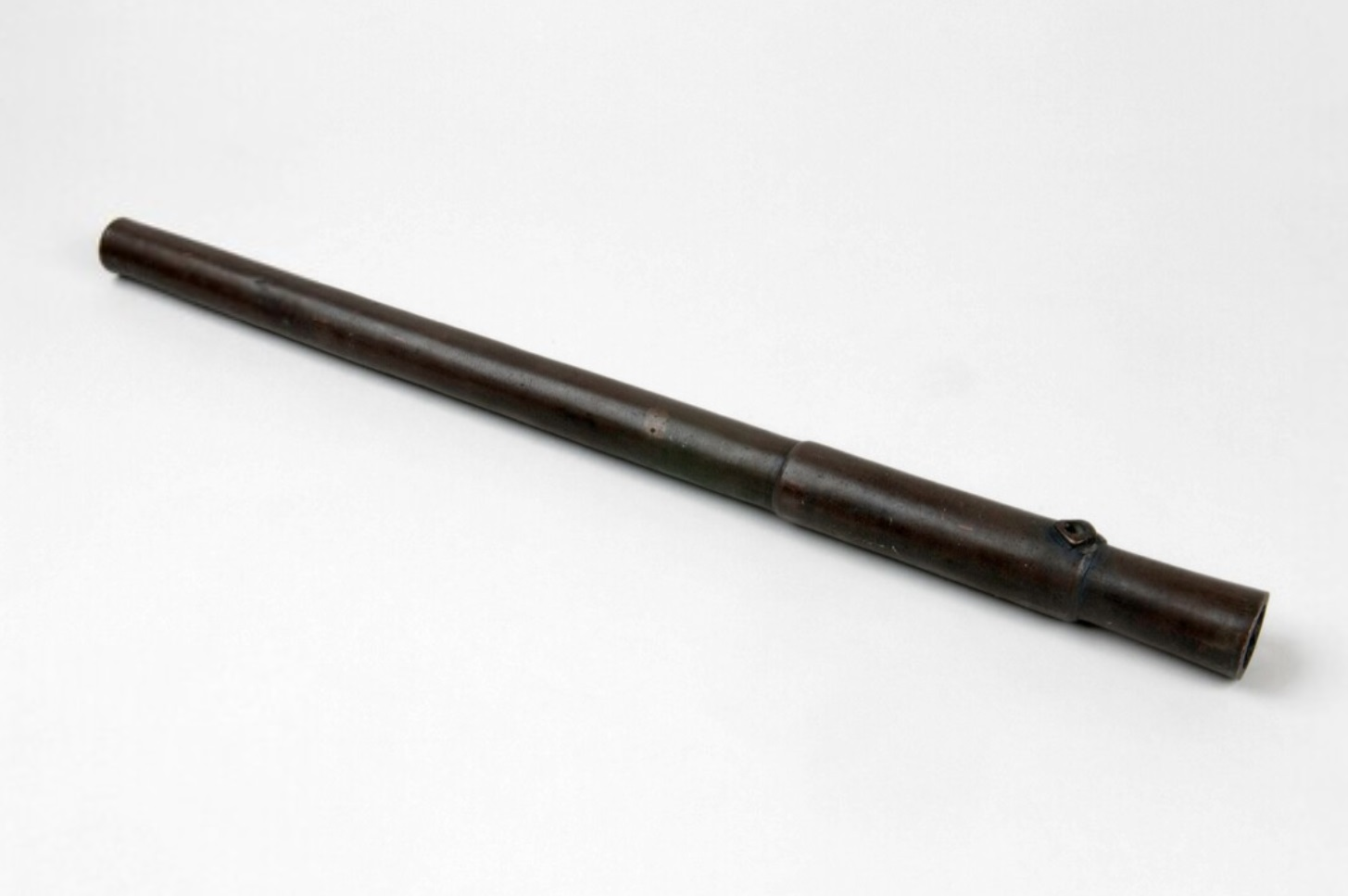
Bedil tombak de bronce, edad y lugar específicos desconocidos.
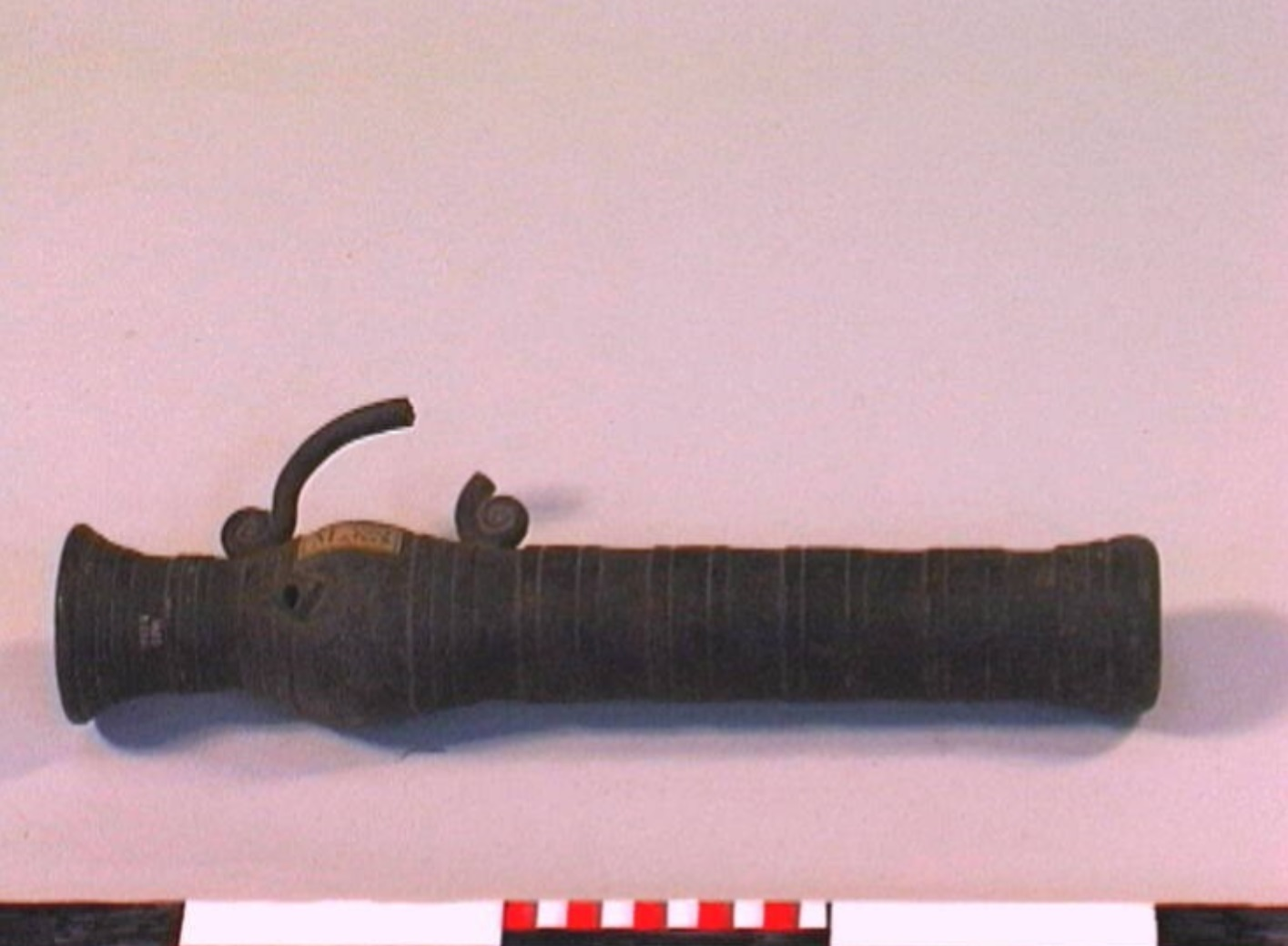
Bedil tombak de hierro javanés de Majalengka, Java Occidental, edad desconocida.
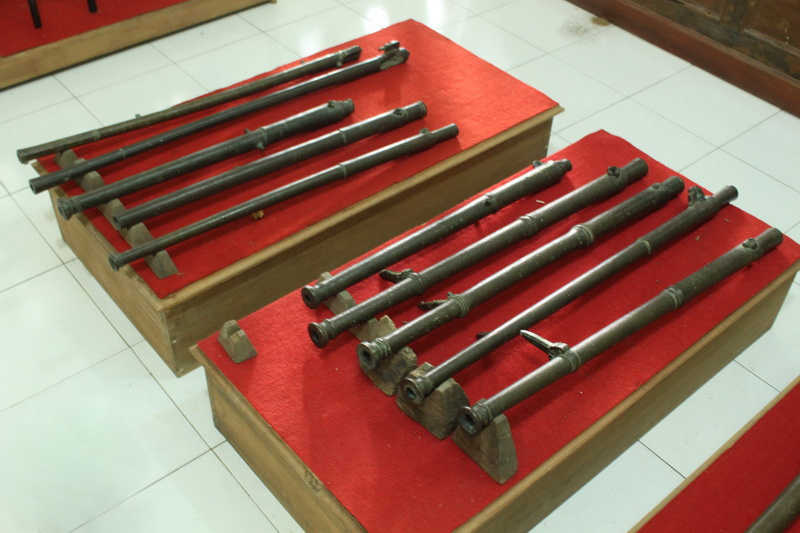
Bedil tombak y pedreros  en el Museo Talaga Manggung, Java Occidental.
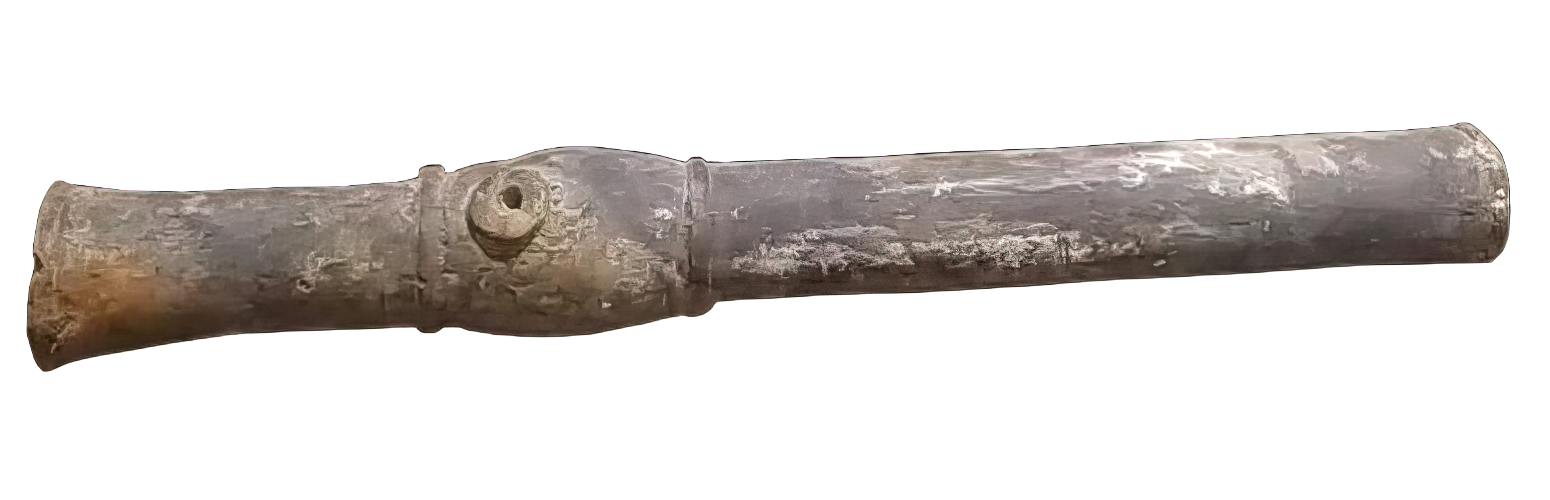
Un bedil (o cetbang), recuperado en el río Brantas.